# Okresní národní výbor

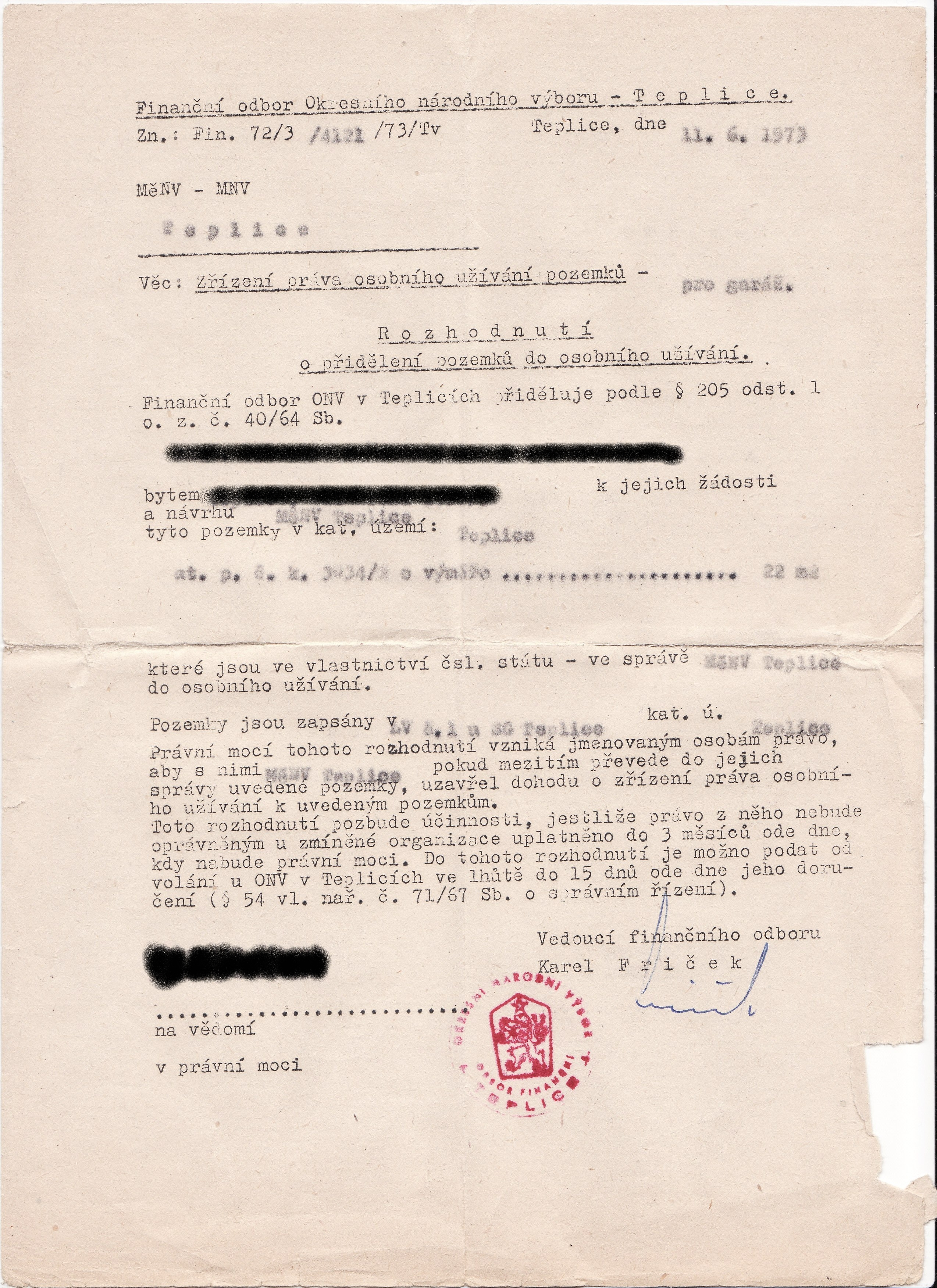
Vyjádření o přidělení pozemku do užívání zahrady – Teplický národní výbor

Okresní národní výbor (ONV) je označení národních výborů, které vykonávaly v Československu v letech 1945–1990 správu okresů. Do roku 1948 byly podřízené zemským národním výborům (ZNV), od roku 1949 krajským národním výborům. 
V roce 1990 se okresní národní výbory transformovaly na okresní úřady, přímo volené orgány okresů byly na čas nahrazeny nepřímo volenými okresními shromážděními. Při reformě veřejné správy pak zanikly i okresní úřady. 

## Okresní národní výbory – zemědělská správa 1945–1949
Vládním nařízením č. 133/1949 Sb., o organizaci lidové správy v okresech přešla na Okresní národní výbory působnost vyšších orgánů státní správy (agenda konfiskace zemědělského majetku, technicko-hospodářských úprav pozemků, myslivosti a povolování zemědělského úvěru). Okresní národní výbory prováděly na podkladě zákona č. 46/1948 tzv. novou pozemkovou reformu (při MNV a ONV působily rolnické komise), rozhodovaly o výkupech půdy, při zemědělských referátech okresních národních výborů byly zřízeny pracovní skupiny (například pracovní skupina pro JZD, rostlinnou a živočišnou výrobu, lesní výrobu a plánování). Výkonnými složkami rady ONV se staly komise, které měly především funkci poradní. Jako první vznikaly komise pro zemědělskou výrobu a výkup, žňová komise, komise pro rozpis a plnění kontingentů, později komise pro poskytování zemědělského úvěru, komise myslivecká, komise pro živelní pohromy a komise pro budování JZD. Od roku 1949 se ONV staly hlavním článkem pro řízení socialistického zemědělství. Zemědělské referáty prováděly uskutečňování kolektivizace venkova.